# Gustavo Martínez (Radsportler)
Gustavo Adolfo Martínez Okrassa (* 2. Juli 1932 in Guatemala-Stadt; † 19. August 2006 in Amherst, Massachusetts, Vereinigte Staaten) war ein guatemaltekischer Radrennfahrer.

## Sportliche Laufbahn
Martínez war im Bahnradsport aktiv. Er war Teilnehmer der Olympischen Sommerspiele 1952 in Helsinki. Im 1000-Meter-Zeitfahren kam er beim Sieg von Russell Mockridge auf den 24. Rang. Im Sprint war er im Vorlauf gegen Cyril Peacock ausgeschieden.
Bei den Zentralamerika- und Karibikspielen 1954 gewann er die Silbermedaille im Sprint und Bronze im Zeitfahren.